# Диме Николов
 Тази статия е за българския общественик.  За художника от Република Македония вижте Димче Николов.  
Диме Николов е български общественик от Македония.

## Биография
Диме Николов е роден в 1831 година в град Скопие, тогава в Османската империя. Учи в българското училище в Скопие в 1845 година при учителя Игнатий от Велес. Николов е дългогодишен първомайстор на кожухарския еснаф в родния си град. Участва дейно в борбата за самостоятелна българска църква. В 1917 година подписва Мемоара на българи от Македония от 27 декември 1917 година.